# Nikolaï Polikarpov
Nikolaï Nikolaïevitch Polikarpov (en russe : Николай Николаевич Поликарпов), né le 9 juin 1892 à Gueorguievsk (oblast d'Orel) près de Saratov, et décédé le 30 juillet 1944, était un constructeur d'avions soviétique.

## Biographie
Après ses études au lycée d’Orel, il fit des études de mécanique, construction aéronautique et navale à l’Institut polytechnique de Saint-Pétersbourg. Après l’obtention de son diplôme en 1916, il rejoignit les chantiers navals et aéronautiques russo-baltes de Saint-Pétersbourg.
En mars 1918, il partit à Moscou sur proposition de l'administration centrale de la flotte aérienne militaire. Il était responsable de la sérialisation de la production des avions et des ateliers de fabrication.
Dès le mois d'août de la même année, Polikarpov intégrait les ateliers Dux qui étaient à cette époque les plus grands ateliers de construction aéronautique soviétiques. Il y était responsable des études, des plans et des essais des matériaux. À la fin de l'année, le prototype Dux R-1, une copie du De Havilland DH-4, était prêt à voler, malheureusement les moteurs n'étaient pas au rendez-vous. 
Polikarpov passa en 1919 au Comité Technique des forces armées et y travailla dans plusieurs commissions. 
En janvier, Polikarpov prit la tête d'un bureau d'études (OKB) composé du personnel des anciennes usines Dux. Ils y développèrent une version de plus petite taille du Dux R-1 et l'équipèrent d'un moteur plus puissant Liberty L-12. Leur premier développement propre fut le chasseur Polikarpov I-1, un monoplan à ailes cantilever. Polikarpov n'étant cependant pas membre du parti communiste, il fut relevé de ses fonctions peu de temps après.
Polikarpov fut incarcéré en 1929 dans une charachka mais relâché en 1930. Pendant son incarcération, il développa avec Dimitri Grigorovitch le Polikarpov I-5. Dans les années qui suivirent, il coopéra avec l'OKB d'Andreï Tupolev.
Ses appareils les plus connus sont le Polikarpov Po-2 (1927) et Polikarpov I-16 Ishak (1933), le premier chasseur moderne à ailes basses et train rentrant. Il s'y consacra à l'étude d'avions à grande vitesse à réaction. Au mois de juillet 1944, il travaillait à la mise au point du VP (K), un chasseur de haute altitude, lorsque survint sa mort le 30 juillet, ce qui entraîne l'abandon du programme et le démantèlement de son OKB.

### Fin de carrière et décès
En 1943, parallèlement à son travail au Bureau d'études, Polikarpov est nommé enseignant et directeur du bureau d’étude de l'Institut d'Aviation de Moscou (IAM) . Il décède finalement le 30 juillet 1944 d'un cancer de l'estomac et est inhumé au Cimetière de Novodevitchi à Moscou (parcelle n°1).

## Distinctions
- Ordre de Héros du travail socialiste en 1940.
- Lauréat du Prix Staline en 1941 et en 1943.
- Ordre de Lénine (reçu deux fois).